# Thysanodontinae
Thysanodontinae is een onderfamilie van weekdieren uit de klasse van de Gastropoda (slakken).

## Geslacht
- Bruceina Özdikmen, 2013
- Carinastele B. A. Marshall, 1988
- Thysanodonta B. A. Marshall, 1988